# 리브 미에네스
리브 미에네스(Liv Mjönes, 1979년 9월 18일 ~ )는 스웨덴의 배우, 댄서이다.

## 출연 작품
- 미드소마 (2019)
- 스톡홀름의 마지막 연인 (2016)
- 당신에게로 (2015)
- 스톡홀름 이스트 (2011)
- 키스 미 (2011)